# Georgi Schagunow

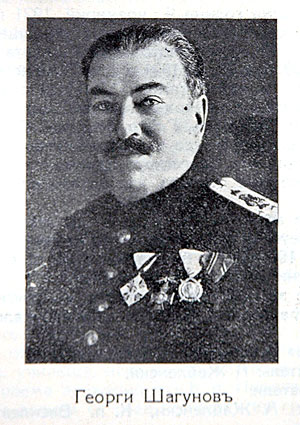
Georgi Schagunow

Georgi Petrow Schagunow (auch Georgi Petrov Shagunov geschrieben, bulgarisch Георги Петров Шагунов, * 15. März 1873 in Plowdiw; † 10. November 1948 in Burgas) war ein bulgarischer Komponist und einer der ersten bulgarischen Kapellmeister. Er war eng mit der Entwicklung der bulgarischen Marschmusik und das musikalische Leben in der Hafenstadt Burgas verbunden und Autor des Marsches Edin Sawet. Schagunow ist Ehrenbürger der Stadt Burgas.

## Leben
Georgi Schagunow wurde in Plowdiw als Sohn einer wohlhabenden Familie auf Kalofer geboren. Seine Mutter war Griechin, sein Vater Bulgare. Bis zu seinem 16. Lebensjahr ging Schagunow auf das katholisch-französisches College Hl. Augustin in seiner Geburtsstadt. 1889 wurde er von seinem Vater nach Lyon geschickt, um im Lycée Sent Jan seine Ausbildung fortzuführen. Nach dem Abschluss des Lycée sollte er auf Wunsch seines Vaters Medizin an der Lyoner Universität studieren. Stattdessen schrieb sich Georgi Schagunow jedoch in das Staatliche Konservatorium in Lyon ein, wo er Waldhorn und Kornett, sowie Theorie der Musik und Dirigieren studierte. Während seines Studiums wurde er zum Hilfskapellmeister des städtischen Philharmonieorchesters von Lyon ernannt.
1895 kehrte Georgi Schagunow nach Bulgarien zurück und wurde zunächst Militärkapellmeister des 3. Kavallerieregiments in seiner Heimatstadt. Nach sechs Monaten wurde er 1896 Kapellmeister des 2. Kavallerieregiments in Lom. Ab 1897 lebte Schagunow bis zu seinem Tod in der Hafenstadt Burgas. Dort war er bis zu seiner Pensionierung 1930 Dirigent des Militärorchesters des 24. Infanterieregiments. Daneben gründete Schagunow den Musikverein Rodni swuzi und war Dirigent des Zupfinstrumentorchesters des Vereins. Er leitete ebenfalls den Kurs Blasinstrumente an der Musikschule in Burgas. Schagunow nahm am Ersten Weltkrieg als Kapellmeister des 30. Schipka-Infanterieregiments teil. 1946 schenkte Schagunow sein Archiv der Stadt Burgas.
Georgi Schagunow verstarb am 10. November 1948 in Burgas. Seine Nachkommen wanderten zum späteren Zeitpunkt nach Griechenland aus, wo sein Sohn als Arzt arbeitete.

## Werke
Neben der regen Teilnahme am musikalischen Leben in Burgas ist Schagunow vor allem als Autor für Kammer-, Symphonie- und Marschmusik bekannt. Ein Großteil seiner Werke trägt Namen aus der bulgarischen Geschichte. In über 50 Jahren schrieb Schagunow ca. 2000 Werke, darunter die Unabhängigkeitshymne. Ein großer Teil seiner Werke ist heute verloren, da in den 1950er Jahren seine Werke als faschistisch-bürgerlich galten und von den damaligen Machthabern vernichtet wurden. Nach seiner Rehabilitierung in den 1980er Jahren wurde ein Teil seine Werke, darunter 250 Märsche, gerettet und dem Staatsarchiv in Burgas übertragen.
Für Symphonieorchester:
- Symphonien № 1 “Балканите” (1931)
- Symphonien № 2 “Mariza” (1931)
- Symphonien № 3 “Die Reise im Traum” (1933)
- Symphonien № 4 (1935)
- Symphonien № 5 (1946)
- Symphonien № 6 (1948)
- Phantasie “Christo Botew” (1922)
- Тържествена увертюра (1926)
- Симфонична сюита “Българка” (1927)
- Увертюра “Родни звуци” (1945)

Für Blasorchester:
- Кавал (1900)
- “Герда” (1905)

Ouvertüren:
- “Makedonka” (1903)
- “Slawjanka” (1904)
- “Emanuil Manolow” (1907)
- Ouvertüre (1915)
- Ouvertüre (1932)

Phantasien:
- “Christo Botew” (1914)
- “Botewi Spomeni” (1926)
- “Indsche Wojdowa” (1926)
- “Liljana” (1927)
- “P. Joworow” (1944)
- Allegro moderotto (1915)
- “Поздрав на Витоша” (1943)

Kammermusik:
- Sextett „Die letzte Stunde“ (1901)
- Blasquintett (1948)
- Quintett „Burgas“ (1948)
- Phantasie für Geige und Klavier “Мила родино” (1942)

Märsche:
- “Химн за Н. В. Царя” (1908)
- “Независимостта” (1908)
- Маршове за пиано (1921)
- “Юнаци Балканци” (1926)
- “Маестро Михайлов” (1931)
- “Родна песен” (1932)
- “Гвардейци музиканти” (1934)
- “Един завет” (1934)
- “Юнак” (1935)
- “Марш на българите” (1939)
- “Ний идем” (1939)
- “Боже, царя ни пази”
- “Царят ни зове напред” и др.

## Trivia
1905 wurde der Sportradklub von Burgas gegründet, unter dessen Gründer auch Schagunow war. Einer der ersten Sportler des Klubs war ebenfalls Georgi Schagunow, der aus Plowdiw nach Burgas per Fahrrad kam. In den nächsten Jahren komponierte Schagunow den Marsch Бургаски колоездач / Der Radfahrer aus Burgas. Nach dem Ersten Weltkrieg war Schagunow Vorsitzender des Radklubs.